# واين هانسن
واين هانسن (بالإنجليزية: Wayne Hansen)‏ هو لاعب كرة قدم أمريكية أمريكي، ولد في 6 أكتوبر 1928 في ماكامي في الولايات المتحدة، وتوفي في 24 أغسطس 1987 في إل باسو في الولايات المتحدة.

## وصلات خارجية
- واين هانسن على موقع مرجع كرة القدم المحترفة.كوم (الإنجليزية)